# Augsburger Siegesaltar
Als Augsburger Siegesaltar wird ein römischer Weihealtar für die Siegesgöttin Victoria bezeichnet, der anlässlich des Sieges eines römischen Aufgebotes über den Stamm der Juthungen in der Nähe der rätischen Provinzhauptstadt Augusta Vindelicum (Augsburg) aufgestellt wurde. Die Erwähnung des Gegenkaisers Postumus und seines Mitkonsuls Honoratianus datiert die Weihung des Steines auf den 11. September 260. Der Stein wird im Römischen Museum Augsburg aufbewahrt.

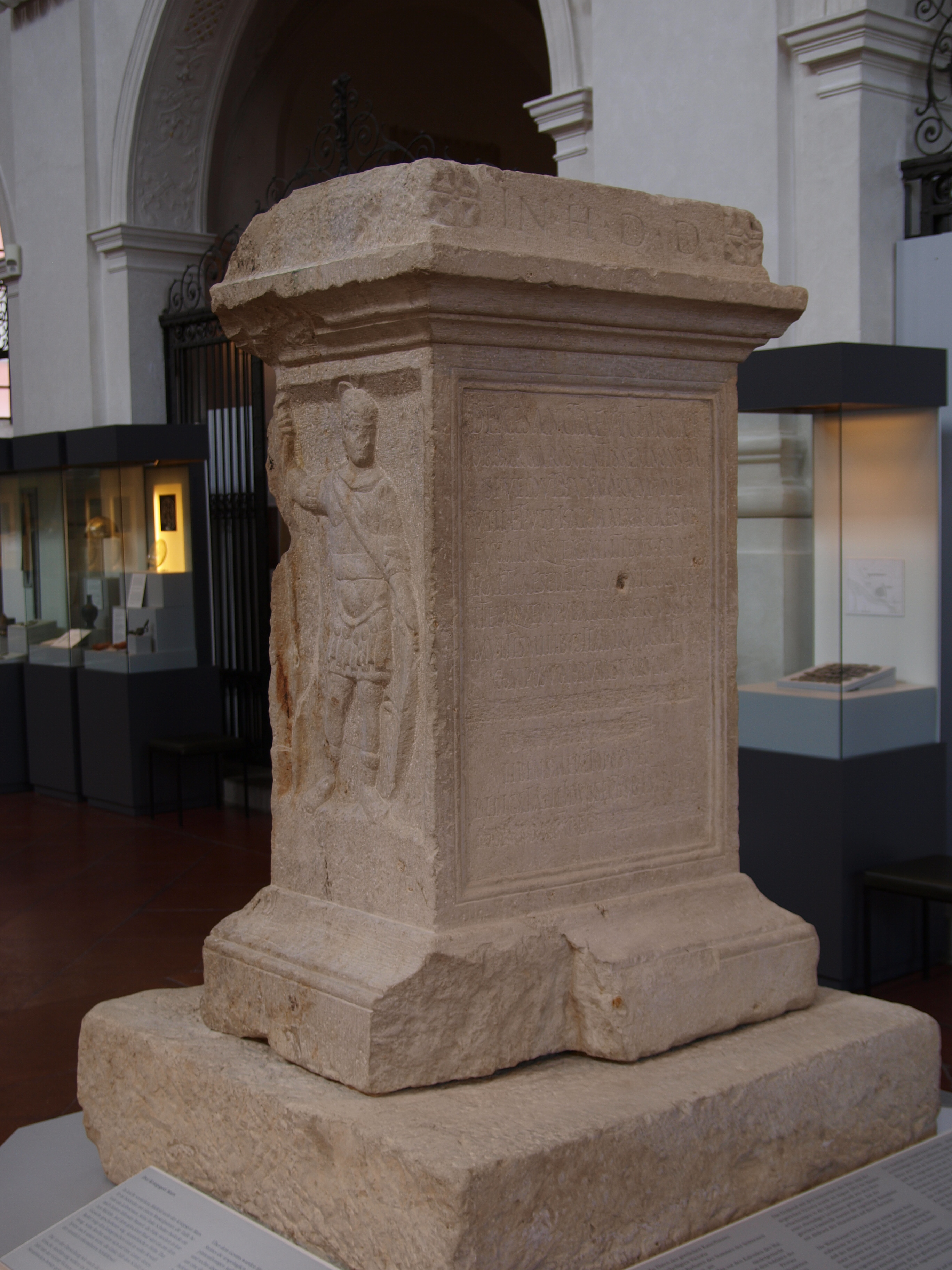
Augsburger Siegesaltar (Marsrelief)

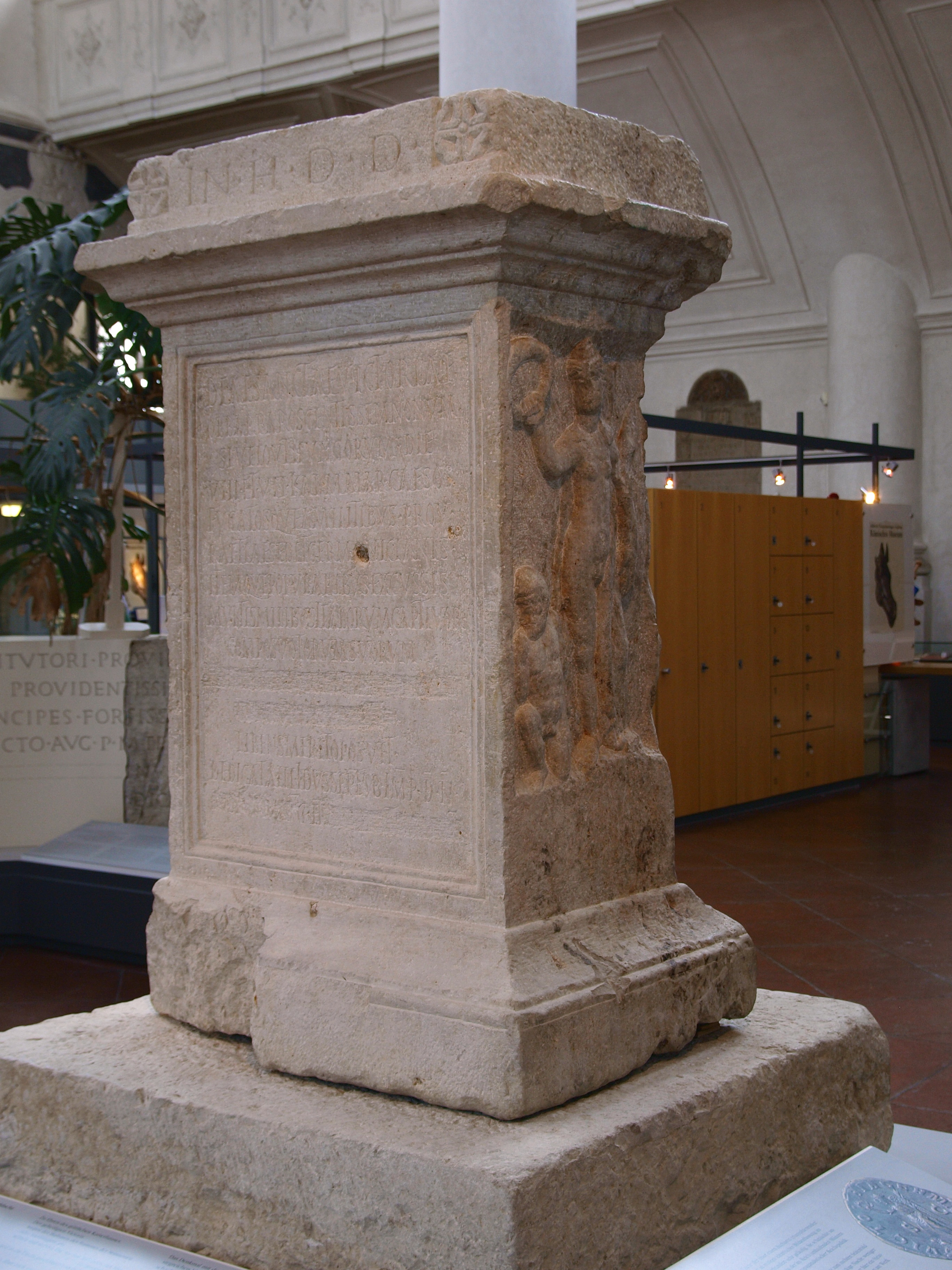
Augsburger Siegesaltar (Victoriarelief)

## Altar und Inschrift
Der Altar aus Jurakalkstein (Höhe 1,56 m, Breite 0,79, Tiefe 0,75) wurde 1992 bei Bauarbeiten in der Augsburger Jakobervorstadt (Gänsbühl) in einem ehemaligen Lecharm, knapp 400 m außerhalb des ehemaligen römischen Stadtareals, gefunden. Auf der linken Seite befindet sich das Relief der über einen Barbaren triumphierenden Siegesgöttin Victoria, auf der rechten Seite des Kriegsgottes Mars in Offiziersrüstung. Vermutlich stand der Altar ursprünglich in unmittelbarer Nähe des Fundortes an einem Flussübergang. Der Stein trug wahrscheinlich auch das Standbild der Siegesgöttin Victoria, das heute jedoch verloren ist; erhalten blieb dagegen (am selben Fundort) die Basisplatte.
Wie oft in dieser Zeit hat man sich eines älteren Denkmals bedient: Von der ersten Verwendung zur Zeit des Severus Alexander (222–235 n. Chr.) stammt die Weiheformel für das Kaiserhaus oberhalb des eigentlichen Textfeldes, die erhalten bleiben konnte, weil sie unter einem Stülpdeckel verborgen war, ebenso wie Bearbeitungsspuren an den seitlichen Kehlen des Gesimses.
Die Inschriften des Steines lauten übersetzt:
Die ältere Inschrift:

„Zu Ehren des göttlichen (Kaiser-)Hauses für das Heil des Herrschers Severus Alexander Augustus“

Die jüngere Inschrift:

„Der geheiligten Göttin Victoria, weil die Barbaren des Stammes der Semnonen oder Juthungen am 8. und 7. Tag vor den Kalenden des Mai niedergemacht und in die Flucht geschlagen wurden von den Soldaten der Provinz Raetien, aber auch von in Germanien stationierten (Soldaten) sowie Landsleuten, wobei ihnen viele tausende gefangene Bewohner Italiens entrissen wurden, hat – nach Erreichung seiner Wünsche – Marcus Simplicinius Genialis, Ritter, handelnd in Stellvertretung des Statthalters, mit demselben Heer freudig und nach Gebühr (diesen Altar) aufgestellt. Geweiht am 3. Tag vor den Iden des September, als der Kaiser, unser Herr Postumus Augustus, und Honoratianus Konsuln waren.“

Die Zeilen 10 und 11 mit den Namen des rätischen Statthalters und der beiden Konsuln des gallischen Sonderreiches wurden später getilgt. Der Name des Usurpators Postumus scheint mit einem spitzen Hammer unkenntlich gemacht und die restlichen Buchstaben ausgekratzt worden zu sein. Dennoch blieb genügend erhalten, um den ursprünglichen Text wieder vollständig rekonstruieren zu können.

## Historischer Kontext
Im Herbst/Winter 259 überschritten zu den Sueben zählenden Juthungen den Limes und fielen plündernd in Italien ein (Limesfall). Während Kaiser Gallienus im Jahr 260 germanische Invasoren bei Mailand schlagen konnte, hatten sich im Frühjahr desselben Jahres bereits Juthungen mit Tausenden von gefangenen Italikern und gewiss reicher Beute wieder nach Norden abgesetzt. Der Inschrift des Siegesaltars ist nun zu entnehmen, dass diese in der Nähe der rätischen Provinzhauptstadt von regulären römischen Truppen und einem Provinzaufgebot gestellt und in einer zweitägigen Schlacht (24./25. April) bezwungen und in die Flucht geschlagen wurden. Dieser Umstand war bis zur Auffindung des Altars nicht bekannt, da er in den sonstigen Quellen nicht erwähnt wird.
Über die Kenntnis dieses Ereignisses hinaus trägt die Inschrift noch zur Klärung über Ausdehnung und Chronologie des sogenannten Gallischen Sonderreichs bei. Bisher war durch keine Quelle bekannt, dass es auch die Provinz Rätien miteinbezog, offenbar hatte es sich auch schon früher etabliert als bisher angenommen.
Der Kampf bei Augsburg hatte im Frühjahr 260 stattgefunden, als Kaiser Gallienus noch der Alleinherrscher im Reich war. Doch wird nicht er auf dem Altar genannt, sondern, bei der Datierung im Herbst, schon der Gegenkaiser Postumus. Dessen Usurpation hatte man ursprünglich erst für den Herbst des Jahres 260 angenommen, Postumus muss aber schon einige Zeit vor dem September dieses Jahres die Macht an sich gerissen haben, wahrscheinlich im Juni oder Juli. Naturgemäß war dann die Nennung des früheren Herrschers undenkbar, auch wenn wir bis heute nicht wissen, aus welchen Gründen Genialis die Seiten gewechselt hat.

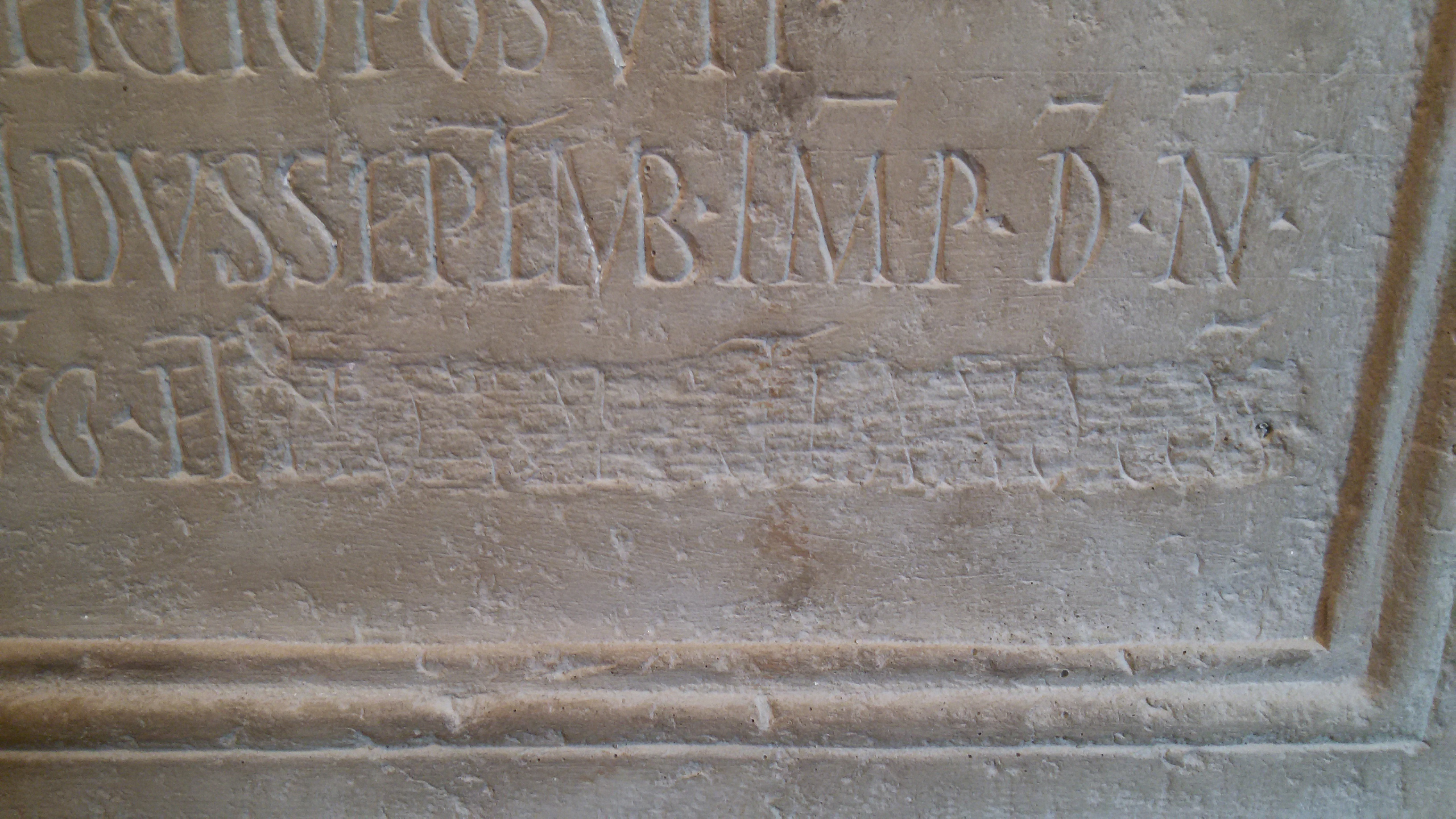
Eradierte Stelle in der letzten Zeile mit erkennbaren Namensresten des Konsuln Honoratianus; Abguss der Inschrift im Alamannenmuseum Ellwangen

Jedoch änderten sich die politischen Verhältnisse rasch wieder. Vielleicht schon 262/3, spätestens aber ab 265, zählte Rätien wieder zum Machtbereich des Gallienus. Nun verfielen Angehörige und Anhänger des Postumus der damnatio memoriae. Auf dem Augsburger Siegesaltar wurden folglich die Namen von Genialis und der beiden Konsuln sowie die Erwähnung des Heeres aus der Inschrift entfernt (eradiert); wahrscheinlich wurden sie aber nur mit Stuckgips überdeckt und blieben daher deutlich lesbar.
Auch die Zusammensetzung der an diesem Kampf beteiligten römischen Streitkräfte ist typisch für die damalige Zeit. In dieser Streitmacht, angeführt von Genialis, einem Offizier aus dem Ritterstand, wird keine reguläre Einheit der rätischen Provinzarmee wie insbesondere die legio III Italica genannt, die seit ca. 170 in Regensburg (Castra Regina) stationiert war, sondern ein wohl in aller Eile versammeltes Aufgebot aus Germaniciani (Angehörige diverser Einheiten des obergermanischen Heeres), milites provinciae Raetiae (mutmaßlich Auxiliartruppen) und sogar populares, womit eigentlich nur bewaffnete Zivilisten (eventuell Veteranen) gemeint sein können. Vermutlich waren Letztere eine Art Bürgerwehr, die sich aus Bewohnern der Provinzhauptstadt und ihrer Umgebung zusammensetzte und dementsprechend hoch motiviert war, die plündernden Germanen zu verjagen.